# Rebellion Racing

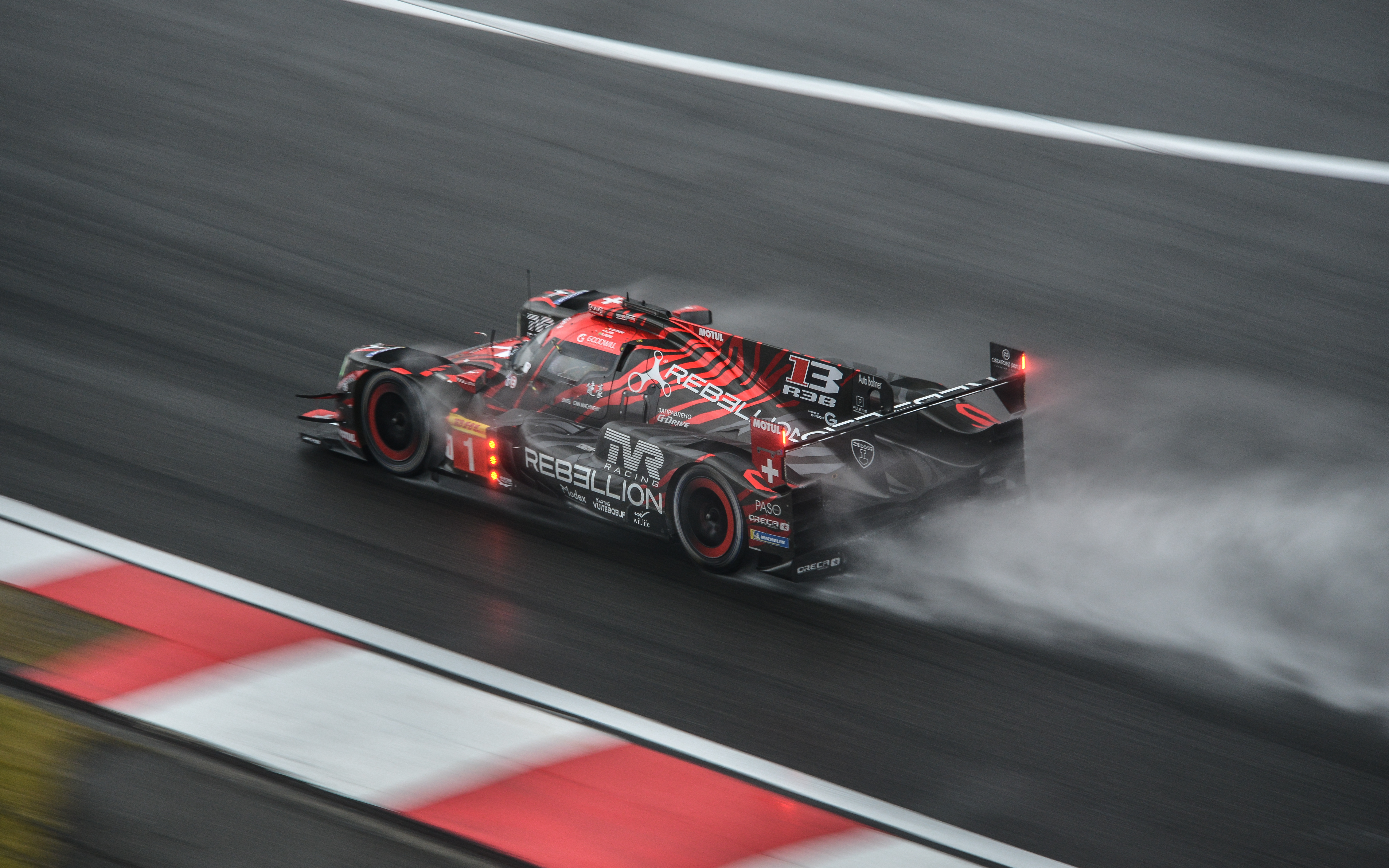
Rebellion R13 en las 6 Horas de Shanghái 2018.

Rebellion Racing fue un equipo de automovilismo suizo que participa principalmente en carreras de resistencia. Ganó la categoría de LMP1 privados en las temporadas 2012, 2013, 2014, 2015 y 2016, es decir, todas las temporadas en las que se otorgó este título.
El equipo empezó en 2008 con una asociación entre Speedy Racing y Sebah Racing, y cerró en 2020.

## Campeonato Mundial de Resistencia

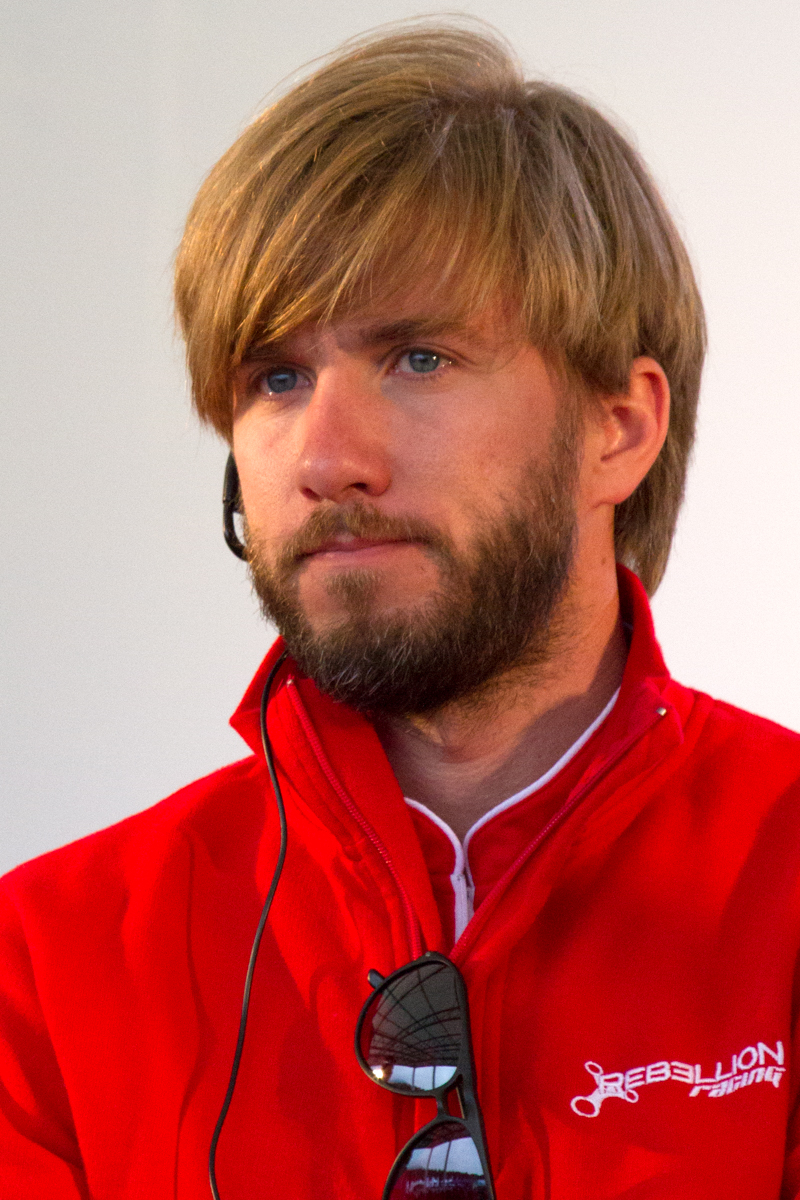
FIA World Endurance Championship 2014 Rd.5 6 Hours of Fuji: Nick Heidfeld (Rebellion Racing)

Desde 2012 hasta el 2013, el equipo participó del Campeonato Mundial de Resistencia de la FIA en la categoría de LMP1 privados con dos Lola B12/60. Desde 2014 hasta 2016, hicieron lo mismo con dos Rebellion R-One. En estos años, el equipo contó con importantes pilotos como Nick Heidfield, Neel Jani y Nicolas Prost.
En 2017 el equipo participó de la categoría LMP2 con dos Oreca 07, logrando el campeonato de pilotos en la categoría con Bruno Senna y Julien Canal, como también el campeonato de constructores con su auto número 31.
En 2018, el WEC cambió a un calendario de invierno. Rebellion Racing regresó a la clase LMP1 con dos Rebellion R13inscritos de temporada completa. El R13 era un Oreca 07 adaptado a la categoría principal del WEC. Compitieron en las 24 Horas de Le Mans 2018 y 2019. Ganó su primera carrera general del WEC esta temporada debido a una penalización al Toyota que iba adelante en la ronda de Silverstone. Anunciaron una única entrada de temporada completa para la temporada 2019-2020, con otra entrada programada para ingresar carrera por carrera dependiendo del patrocinio.

## Proyecto de Hypercar y cierre
El 4 de diciembre de 2019, se anunció que a partir de la temporada 2022-23 en adelante, el equipo se convertiría en el equipo de fábrica de Peugeot Sport y correría con un Le Mans Hypercar en el WEC como Rebellion Peugeot. Sin embargo, el 13 de febrero de 2020, la empresa matriz del equipo, Rebellion Corporation, anunció que, tras una reunión del comité estratégico, se decidió que la empresa cesaría sus operaciones comerciales de deportes de motor después de las 24 Horas de Le Mans 2020.
Tras el cierre de Rebellion, el R13 fue tomado por Alpine Elf Matmut, que lo adoptó al nuevo reglamento de Hypercars y lo renombró como Alpine A480.

## Resultados

### 24 Horas de Le Mans
| Año  | Nombre                              | N.º | Chasis                     | Pilotos                                                  | Clase  | Vueltas | Pos. | Pos Clase |
| ---- | ----------------------------------- | --- | -------------------------- | -------------------------------------------------------- | ------ | ------- | ---- | --------- |
| 2008 | Speedy Racing Team Sebah Automotive | 33  | Lola B08/80-Judd           | Steve Zacchia Andrea Belicchi Xavier Pompidou            | LMP2   | 194     | DNF  | DNF       |
| 2008 | Speedy Racing Team                  | 94  | Spyker C8 Laviolette GT2-R | Andrea Chiesa Iradj Alexander Benjamin Leuenberger       | GT2    | 72      | DNF  | DNF       |
| 2009 | Speedy Racing Team Sebah Automotive | 13  | Lola B08/60-Aston Martin   | Andrea Belicchi Nicolas Prost Neel Jani                  | LMP1   | 342     | 14.º | 12.º      |
| 2009 | Speedy Racing Team Sebah Automotive | 33  | Lola B08/80-Judd           | Benjamin Leuenberger Xavier Pompidou Jonny Kane          | LMP2   | 343     | 12.º | 2.º       |
| 2010 | Rebellion Racing                    | 12  | Lola B10/60-Rebellion      | Nicolas Prost Neel Jani Marco Andretti                   | LMP1   | 175     | DNF  | DNF       |
| 2010 | Rebellion Racing                    | 13  | Lola B10/60-Rebellion      | Jean-Christophe Boullion Andrea Belicchi Guy Smith       | LMP1   | 143     | DNF  | DNF       |
| 2011 | Rebellion Racing                    | 12  | Lola B10/60-Toyota         | Nicolas Prost Neel Jani Jeroen Bleekemolen               | LMP1   | 338     | 6.º  | 6.º       |
| 2011 | Rebellion Racing                    | 13  | Lola B10/60-Toyota         | Andrea Belicchi Jean-Christophe Boullion Guy Smith       | LMP1   | 190     | DNF  | DNF       |
| 2012 | Rebellion Racing                    | 12  | Lola B12/60-Toyota         | Nicolas Prost Nick Heidfeld Neel Jani                    | LMP1   | 367     | 4.º  | 4.º       |
| 2012 | Rebellion Racing                    | 13  | Lola B12/60-Toyota         | Andrea Belicchi Jeroen Bleekemolen Harold Primat         | LMP1   | 350     | 11.º | 7.º       |
| 2013 | Rebellion Racing                    | 12  | Lola B12/60-Toyota         | Nicolas Prost Nick Heidfeld Neel Jani                    | LMP1   | 275     | 39.º | 7.º       |
| 2013 | Rebellion Racing                    | 13  | Lola B12/60-Toyota         | Mathias Beche Andrea Belicchi Congfu Cheng               | LMP1   | 275     | 40.º | 8.º       |
| 2014 | Rebellion Racing                    | 12  | Rebellion R-One-Toyota     | Nicolas Prost Nick Heidfeld Mathias Beche                | LMP1-L | 360     | 4.º  | 1.º       |
| 2014 | Rebellion Racing                    | 13  | Rebellion R-One-Toyota     | Andrea Belicchi Fabio Leimer Dominik Kraihamer           | LMP1-L | 73      | DNF  | DNF       |
| 2015 | Rebellion Racing                    | 12  | Rebellion R-One-AER        | Nicolas Prost Nick Heidfeld Mathias Beche                | LMP1   | 330     | 23.º | 10.º      |
| 2015 | Rebellion Racing                    | 13  | Rebellion R-One-AER        | Alexandre Imperatori Dominik Kraihamer Daniel Abt        | LMP1   | 336     | 18.º | 9.º       |
| 2016 | Rebellion Racing                    | 12  | Rebellion R-One-AER        | Nicolas Prost Nick Heidfeld Nelson Piquet Jr.            | LMP1   | 330     | 29.º | 6.º       |
| 2016 | Rebellion Racing                    | 13  | Rebellion R-One-AER        | Dominik Kraihamer Alexandre Imperatori Mathéo Tuscher    | LMP1   | 200     | DNF  | DNF       |
| 2017 | Vaillante Rebellion                 | 13  | Oreca 07-Gibson            | Nelson Piquet Jr. Mathias Beche David Heinemeier Hansson | LMP2   | 364     | DSQ  | DSQ       |
| 2017 | Vaillante Rebellion                 | 31  | Oreca 07-Gibson            | Bruno Senna Nicolas Prost Julien Canal                   | LMP2   | 340     | 16.º | 14.º      |
| 2018 | Rebellion Racing                    | 1   | Rebellion R13-Gibson       | André Lotterer Neel Jani Bruno Senna                     | LMP1   | 375     | 4.º  | 4.º       |
| 2018 | Rebellion Racing                    | 3   | Rebellion R13-Gibson       | Mathias Beche Gustavo Menezes Thomas Laurent             | LMP1   | 376     | 3.º  | 3.º       |
| 2019 | Rebellion Racing                    | 1   | Rebellion R13-Gibson       | André Lotterer Neel Jani Bruno Senna                     | LMP1   | 376     | 4.º  | 4.º       |
| 2019 | Rebellion Racing                    | 3   | Rebellion R13-Gibson       | Thomas Laurent Gustavo Menezes Nathanaël Berthon         | LMP1   | 370     | 5.º  | 5.º       |
| 2020 | Rebellion Racing                    | 1   | Rebellion R13-Gibson       | Gustavo Menezes Norman Nato Bruno Senna                  | LMP1   | 382     | 2.º  | 2.º       |
| 2020 | Rebellion Racing                    | 3   | Rebellion R13-Gibson       | Nathanaël Berthon Louis Deletraz Romain Dumas            | LMP1   | 381     | 4.º  | 4.º       |

### Le Mans Series
| Año  | Clase | Chasis                     | N.º   | Pilotos                                                          | Carreras | Victorias | Poles | VR | Puntos | Pos. |
| ---- | ----- | -------------------------- | ----- | ---------------------------------------------------------------- | -------- | --------- | ----- | -- | ------ | ---- |
| 2007 | GT2   | Spyker C8 Spyder GT2-R     | 94    | Jonny Kane Andrea Chiesa Andrea Belicchi                         | 5        | 0         | 0     | 0  | 14     | 6.º  |
| 2008 | LMP2  | Lola B08/80-Judd           | 33    | Andrea Belicchi Xavier Pompidou Steve Zacchia                    | 1        | 0         | 0     | 0  | 8      | 7.º  |
| 2008 | GT2   | Spyker C8 Laviolette GT2-R | 94    | Andrea Chiesa Benjamin Leuenberger Iradj Alexander               | 5        | 0         | 0     | 0  | 11     | 7.º  |
| 2009 | LMP1  | Lola B08/60-Aston Martin   | 13    | Marcel Fässler Andrea Belicchi Nicolas Prost                     | 5        | 0         | 0     | 0  | 14     | 5.º  |
| 2009 | LMP2  | Lola B08/80-Judd           | 33    | Xavier Pompidou Jonny Kane Benjamin Leuenberger                  | 5        | 1         | 0     | 0  | 24     | 2.º  |
| 2010 | LMP1  | Lola B10/60-Rebellion      | 12    | Neel Jani Nicolas Prost                                          | 5        | 0         | 0     | 0  | 53     | 3.º  |
| 2010 | LMP1  | Lola B10/60-Rebellion      | 13    | Andrea Belicchi Jean-Christophe Boullion Guy Smith               | 5        | 0         | 1     | 0  | 44     | 5.º  |
| 2011 | LMP1  | Lola B10/60-Toyota         | 12 13 | Neel Jani Nicolas Prost Andrea Belicchi Jean-Christophe Boullion | 5        | 0         | 2     | 2  | 51     | 1.º  |